# Schefflera longistyla
Schefflera longistyla är en araliaväxtart som beskrevs av David Gamman Frodin. Schefflera longistyla ingår i släktet Schefflera och familjen araliaväxter. Inga underarter finns listade.